# Grey Eagle (Minnesota)
Grey Eagle es una ciudad ubicada en el condado de Todd en el estado estadounidense de Minnesota. En el Censo de 2010 tenía una población de 348 habitantes y una densidad poblacional de 366,11 personas por km².Tenía una población de 330 en el censo de 2020.

## Geografía
Grey Eagle se encuentra ubicada en las coordenadas 45°49′28″N 94°44′57″O / 45.82444, -94.74917. Según la Oficina del Censo de los Estados Unidos, Grey Eagle tiene una superficie total de 0.95 km², de la cual 0.95 km² corresponden a tierra firme y (0%) 0 km² es agua.

## Demografía
Según el censo de 2010, había 348 personas residiendo en Grey Eagle. La densidad de población era de 366,11 hab./km². De los 348 habitantes, Grey Eagle estaba compuesto por el 99.43% blancos, el 0% eran afroamericanos, el 0% eran amerindios, el 0.57% eran asiáticos, el 0% eran isleños del Pacífico, el 0% eran de otras razas y el 0% pertenecían a dos o más razas. Del total de la población el 0.86% eran hispanos o latinos de cualquier raza.